# Efferia cerdai
Efferia cerdai este o specie de muște din genul Efferia, familia Asilidae, descrisă de Tomasovic în anul 2002.
Este endemică în French Guiana. Conform Catalogue of Life specia Efferia cerdai nu are subspecii cunoscute.